# Лэнгфорд, Сэм

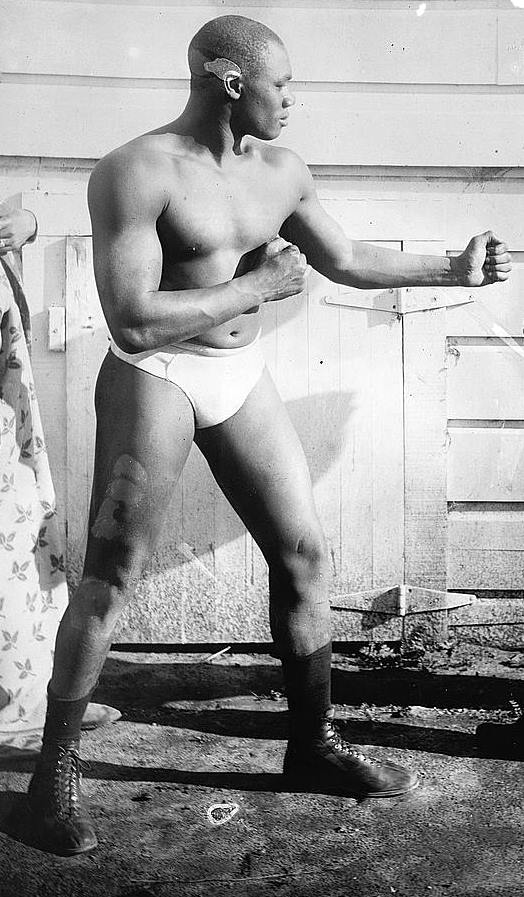

Сэмюэл Эдгар (Сэм) Лэнгфорд (англ. Samuel Edgar "Sam" Langford; 4 марта 1886, Уэймут-Фолс, Новая Шотландия — 12 января 1956, Кембридж, Массачусетс) — канадский и американский профессиональный боксёр начала XX века. Чемпион Австралии в тяжёлом весе (1911—1912). Чемпион Мексики в тяжёлом весе (1923).
Первый боксёр, удостоившийся звания Боксёр десятилетия по версии журнала «The Ring» и единственный из них, кто не был чемпионом мира. Первый боксёр без звания чемпиона мира, увековеченный в Зале славы бокса.

## Биография
Сэм Лэнгфорд родился в марте 1886 года в Новой Шотландии. Его родители были потомками рабов, освобождённых британцами в ходе войны за независимость американских колоний и эмигрировавших после её завершения в Канаду. Рост матери Сэма ненамного превышал 1,5 метра, но его отец Роберт был очень крупным и сильным человеком, ростом 190 см и со вспыльчивым характером; есть информация, что в драке с боксёром-тяжеловесом Майклом Макгоуэном Роберт Лэнгфорд нанёс ему такой удар в голову, что тот умер.

## Профессиональная карьера
Сам Сэм начал боксировать уже в 16 лет. Первый официально зарегистрированный бой на ринге с его участием датируется 11 апреля 1902 года, когда он нокаутировал в пятом раунде своего соперника Джека Маквикера. От начала его боксёрской карьеры до её окончания прошло 24 года. Хотя точной статистики выступлений Лэнгфорда не существует, известно, что он провёл как минимум 293 боя за 24 года, выиграв 167 (из них не менее чем 117 нокаутом), проиграв 38 и завершив вничью или без определённого победителя 85 (в базе данных BoxRec перечислены 255 боёв с участием Лэнгфорда, из которых 179 побед, в том числе 128 нокаутом, 30 поражений и 39 ничьих).
Уже в своём 26-м профессиональном бою, в 1903 году, Лэнгфорд победил действующего чемпиона мира в лёгком весе Джо Ганса, но чемпионское звание в этом матче не присуждалось. В книге «Первые чернокожие чемпионы по боксу» Клей Мойл пишет, что при взвешивании перед матчем 17-летний Лэнгфорд оказался на несколько фунтов тяжелее максимального веса для этой категории, иначе он мог бы получить чемпионский титул. После матча Ганс предрёк Лэнгфорду, «первому человеку, который сумел разбить ему губы», большое будущее в боксе.
Лэнгфорд продолжал расти. В начале карьеры он весил всего 61 кг, но, набирая мышечную массу, не смог остаться легковесом. На следующий год он уже в полусреднем весе свёл вничью матч с чемпионом мира Джо Уолкоттом. К концу 1905 года он уже выступал против тяжеловесов; первым его противником из этой весовой категории стал в декабре 1905 года Джо Дженетт, который на тот момент был на 13 см выше и примерно на 20 кг тяжелей Лэнгфорда. Сэм сдал бой своему более мощному сопернику после восьмого раунда, но всего через четыре месяца уже взял убедительный реванш, едва не послав его в нокаут в завершающем 15-м раунде матча. Эта победа позволила ему 26 апреля 1906 года встретиться на ринге с будущим чемпионом мира в тяжёлом весе Джеком Джонсоном; на тот момент 28-летний Джонсон приближался к пику своей карьеры и был, как и Дженетт, на 13 см выше и на полтора десятка килограммов тяжелей своего 20-летнего соперника. Матч закончился убедительной победой Джонсона, пославшего Лэнгфорда в середине поединка в нокдаун. Сам Лэнгфорд потом говорил, что это был единственный раз за его карьеру, когда он был по-настоящему серьёзно побит.
Матч Лэнгфорда против действующего чемпиона мира в среднем весе Стэнли Кетчела в 1910 году завершился вничью, как и поединок 1904 года с Уолкоттом, хотя на этот раз вопрос о титуле не стоял — матч был запланирован как показательный. Во втором десятилетии XX века Лэнгфорд созрел для того, чтобы поспорить за звание чемпиона мира в тяжёлом весе, но завоевавший этот титул в конце 1908 года Джек Джонсон — первый чернокожий чемпион мира в этом весе — отказывался встречаться в матчах за титул с другими цветными боксёрами. Джонсон объяснял: «Никто не захочет платить за то, чтобы посмотреть, как боксируют два негра», но в личных разговорах признавался, что не хочет встречаться с Лэнгфордом, поскольку у того есть реальный шанс победить, а он хочет остаться в истории не только как первый, но и как единственный чернокожий чемпион мира в тяжёлом весе. Ещё одним знаменитым боксёром, отказавшимся встречаться на ринге с Лэнгфордом, был Джек Демпси, отклонивший вызов стареющего бостонца в 1916 году — за три года до своей победы в поединке за титул чемпиона мира над Джессом Уиллардом. Намного позже в своей автобиографии Демпси напишет: 

Враки, что я никого не боялся. Был один человек, ещё меньше меня, с которым я не стал бы драться, потому что я знал, что он меня размажет. Я боялся Сэма Лэнгфорда.Оригинальный текст (англ.)The hell I feared no man. There was one man, he was even smaller than I, I wouldn't fight because I knew he would flatten me. I was afraid of Sam Langford.
В условиях, когда Лэнгфорд был лишён возможности побороться за звание чемпиона мира в удобном для себя весе, он снова и снова сходился в коммерческих матчах с одними и теми же противниками — в основном тоже чернокожими боксёрами высокого класса. С Дженеттом и Сэмом Маквеем он встречался по 13 раз, с Гарри Уиллзом — 18. Когда Лэнгфорду доводилось боксировать с белыми спортсменами, он часто не выкладывался в полную силу, давая им возможность выглядеть достойно — это было связано с финансовыми соображениями, иначе с ним просто перестали бы связываться. Тем не менее он позже доказывал, что никогда не участвовал в договорных матчах, принимая решение щадить соперников самостоятельно. В 1917 году в бою против Фреда Фултона Лэнгфорд потерял левый глаз после тяжёлого удара в висок, сдав встречу после шестого раунда. Несмотря на то, что зрение в этом глазу так и не восстановилось, Лэнгфорд продолжал выступления, проведя больше ста поединков слепым на один глаз, поскольку нуждался в деньгах. В 1922 году, в 37 лет, по ходу матча практически потеряв и второй глаз, Лэнгфорд нокаутировал будущего чемпиона мира Тайгера Флауэрса, а на следующий год почти слепым выиграл чемпионат Мексики в тяжёлом весе. Однако развившаяся на правом глазу катаракта постепенно лишила его всякой возможности не только видеть соперников, но и ориентироваться на ринге, и когда в 1926 году он направился не в тот угол ринга, его лицензия была аннулирована.

## После бокса
После вынужденного окончания спортивной карьеры Лэнгфорд жил в маленькой квартире в Гарлеме — почти слепой, нищий, быстро забытый. О нём вспомнили, когда в 1944 году в New York Herald Tribune появилась посвящённая ему статья журналиста Эла Лейни. Лейни, потрясённый историей жизни Лэнгфорда, также организовал в его пользу благотворительные сборы. В фонд помощи Лэнгфорду, составивший больше десяти тысяч долларов и обеспечивший ему ежемесячную пенсию в размере около 50 долларов, вложили деньги Джек Демпси, Джо Луис и другие известные боксёры и спортивные деятели.
В 1952 году Сэм вернулся в Бостон, где в баре, который содержал бывший профессиональный боксёр и его поклонник Фил Барбанти, рассказывал посетителям истории из своего боксёрского опыта в обмен на еду, пиво и десять долларов в неделю. Последние несколько лет жизни он провёл в доме престарелых, скончавшись в начале 1956 года.

## Оценки
В 1940-е годы Джек Джонсон, нанесший 20-летнему Лэнгфорду самое сокрушительное поражение в его карьере, но с тех пор избегавший встреч с ним, заявил: «Сэм Лэнгфорд был самым крепким маленьким сукиным сыном в истории». Экс-чемпион мира в лёгком весе Фрэнк Эрн в 1950-е годы говорил: 

Я бы поставил на него в матчах с Джо Луисом, Джеком Демпси и Рокки Марчиано. Когда он не скрывал своих возможностей, он был чудом на ринге.Оригинальный текст (англ.)I'd pick him to knock out Joe Louis, Jack Dempsey and Rock Marciano. When he was not under wraps, he was a ring marvel.
Кевин Смит, автор монографии, посвящённой чернокожим боксёрам 1870-х — 1920-х годов, вторя Джонсону, называет Лэнгфорда «одним из пяти величайших бойцов в истории планеты». Составитель книги «100 величайших бойцов в истории бокса» Берт Шугар ставит Лэнгфорда в этом списке на 16-е место, но при этом называет «лучшим из не ставших чемпионами». Историк бокса Майк Силвер так отзывается о Лэнгфорде: 

Он был самым грозным бойцом в первые два десятилетия XX века. Он был почти совершенным бойцом. Он был очень низким (около 170 см), но у него были необычно длинные руки. Он также намного опережал своё время как боксёр. Он мог вести ближний бой, а мог вести дальний. Если ему нужно было вести ближний бой, он знал, как в него перейти. Он боксировал на дальней, средней и короткой дистанции. Он мог всё. У него также был сокрушительный удар, и он удивительным образом сохранял этот удар в любой весовой категории, в которую переходил.Оригинальный текст (англ.)He was the most feared fighter of the first two decades of the 20th century," said boxing historian and author Mike Silver. "He was just about a complete fighter. He was very short [around 5-foot-7], but he had unusually long arms. Also, he was way ahead of his time as a boxer. He could fight on the inside, he could fight on the outside. If he had to fight on the inside, he knew how to get inside. He was a long-distance, middle-distance and short-distance fighter. He could do it all. He was also a devastating puncher, which was amazing because he carried his punch in every weight division he moved to.
В 1955 году, за несколько недель до смерти, имя Сэма Лэнгфорда было внесено в списки Зала славы бокса журнала Ring; Лэнгфорд стал первым боксёром без звания чемпиона мира, увековеченным в Зале славы.